# Алексина Тине
Алексина Тине (Александрина Пиетернелла Францоисе Тине; 17. октобар 1835 – 1. август 1869) био је холандски истраживач Африке и прва жена, која је покушала да пређе Сахару.

## Детињство и младост
Рођена је у Хагу у Холандији. Ћерка је Филипа Тинеа, холандског трговца, који се населио у Енглеској за време Наполеонових ратова. Касније се вратио у Холандију. Мајка јој је била ћерка холандског вицеадмирала. Младу Александрину су учили код куће. Одлично је свирала клавир и била је добар фотограф у раним годинама фотографије. Имала је десет година, када јој је умро отац, оставивши јој је огромно богатство.

## Путовања на Блиски исток и средишњу Африку
Она и мајка много су путовали по Норвешкој, Италији, Блиском истоку и Египту. Тражила је извор Нила, па је дошла до Гондокора. Поново је кренула дуж Нила 1861. Боравили су у Каиру, одакле је кренула са мајком и тетком 1862. После кратког боравка у Картуму ишли су дуж Белог Нила до изнад Гондокора, истраживали су део Собата и вратили се у Картум у новембру. У међувремену су им се придружили Теодор фон Хојглин и Херман Штојднер, па су фебруара 1863. кренули према неуцртаном Бар ел Газалу. Циљ је био да се утврди колико западно се протеже базен Нила. Осим тога настојали су и да истраже извештаје о језеру у средишњој Африци.
Када су дошли до крајње тачке до које се могло пловити на Бар ел Газалу наставили су пешке преко Азаније. Сви путници имали су грозницу. Штојднер и Алексина мајка су умрли од болести. Након много мука и исцрпљености остатак експедиције се вратио у Картум у јулу 1864. Ту је умрла Александринина тетка. Скрхана после смрти драгих особа вратила се у Каиро.
Географски и научни резултати експедиције били су јако значајни, што се могло видети из радова Die Tinnésche Expedition im westlichen Nilgebiet (1863-1864 (Gotha, 1865), и Reise in das Gebiet des Weissen Nils Leipzig, 1869).
Открили су нове биљке и увели су 24 нове врсте у науку. Алексина Тине је четири године живела у Каиру оријенталним стилом, а путовала је у Алжир, Тунис и друге делове Медитерана.

## Експедиција у Сахару и смрт
Јануара 1869. године кренула је из Триполија на експедицију у Сахару. Намеравала је да дође до језера Чад, па да настави преко Вадаја, Дарфура, Кордофана до горњег Нила. У Мурзуку је срела немачког истраживача Густава Нахтигала, са којим је намеравала да пређе пустињу. Пошто је Нахтигал намеравао да најпре истражи Тибести, она је кренула сама на југ.
На путу од Мурзука до Гата њу и двојицу Холанђана убили су 1. августа 1869. године наводно Туарези. Постоји неколико теорија о мотиву, али ниједан није доказан. Један други истраживач је сазнао да је постојала могућност да је убијена јер је била под заштитом вође северних Туарега. Тиме су наводно други Туарези доказали да је вођа северних Туарега релативно слаб.